# Pedro Fernandes de Castro "o Castelhano"

Escudo de Armas da Casa de Castro.

Pedro Fernandez de Castro "o Castelhano" (morto em 1214) foi um rico-homem Castelhano e umo dos nobres mais poderosos de seu tempo, filho de Fernando Rodrigues de Castro "o Castelhano" e de sua segunda esposa, Estefânia Afonso de Castela, filha ilegítima do rei Afonso VII de Leão e Castela e de Urraca Fernandez de Castro..

## Biografia
Cabeça da poderosa Casa de Castro como o único filho legítimo de Fernando Rodrigues de Castro, Pedro foi tenente das Torres de Leão, de extensos territorios em Galiza, incluindo Lemos e Limia, assim como Zamora, Asturias, e a capital do reino de Leão. Também foi maiordomo maior do Rei Afonso IX.
Apesar de sua lealdade ao reis cristãos, Pedro lutou na batalha de Alarcos em 1195 ao lado do Califado Almóada contra o rei Afonso VIII de Castela.
Morreu em Marrocos em 1214 e seu corpo foi levado e enterrado no Mosteiro de Valbuena, fundado por suo bisavó Estefânia Ermengol, em Valbuena de Duero, Valladolid.

## Matrimonio e descendência

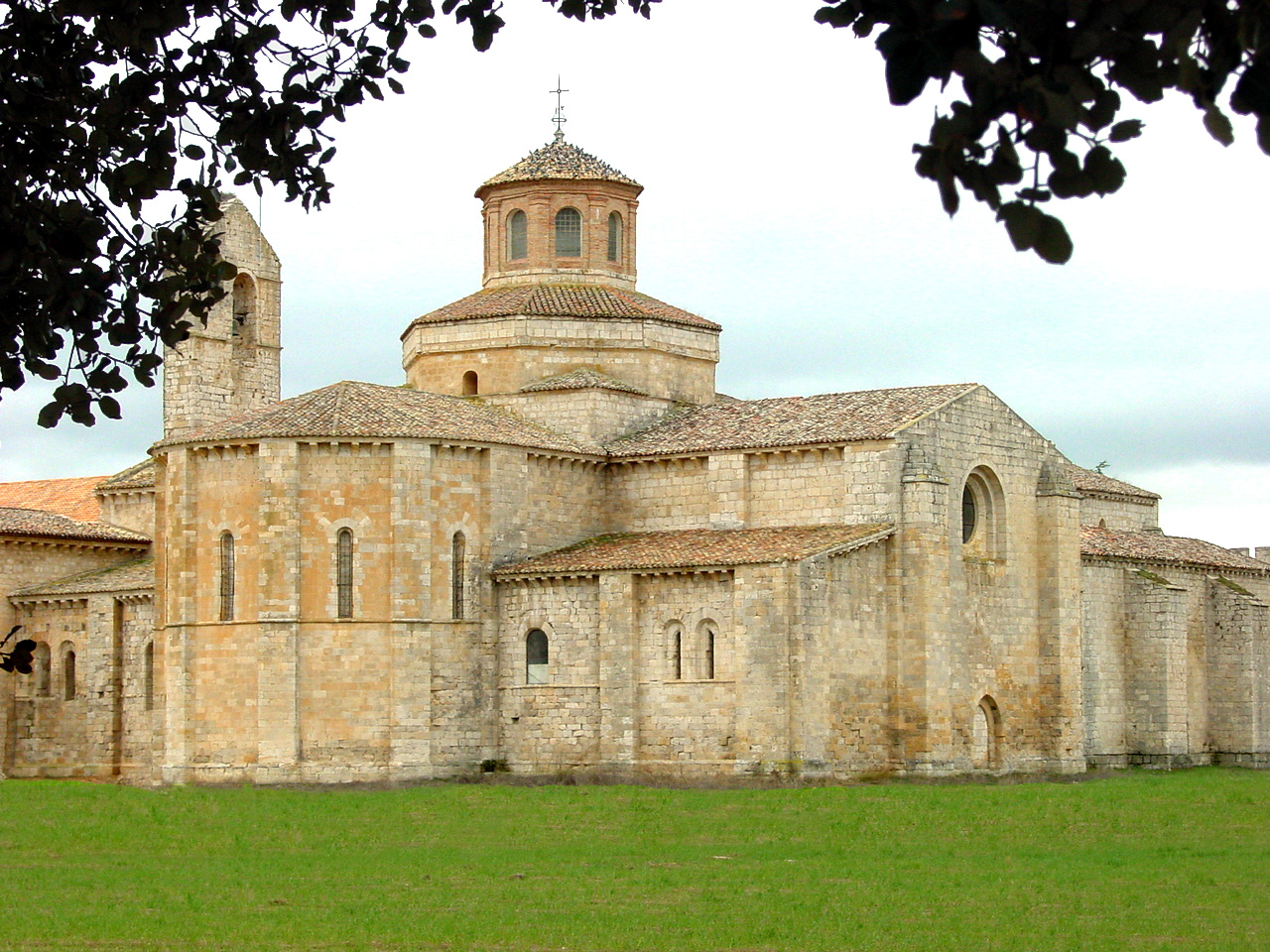
Mosteiro de Valbuena onde foi enterrado Pedro Fernandez de Castro

Casou antes de 1198 com Jimena Gomes de Manzanedo, filha do conde Gomes Gonçalves de Manzanedo e Milia Peres de Lara,  de quem teve:
- Álvaro Peres de Castro casado duas vezes: a primeira com Aurembiaix, condessa de Urgel filha de Armengol VIII de Urgel e de Elvira Nunes de Lara;[1] e a segunda com Mécia Lopes de Haro, depois rainha de Portugal.
- Eylo Peres de Castro (morta depois de 1243), casada com Martim Sanches de Portugal, conde de Trastamara, filho ilegítimo do rei Sancho I de Portugal e Maria Aires de Fornelos. Eylo divorcio-se de Martim e em 1205 casou como Guerau IV de Cabrera, visconde de Cabrera, com descencência.[5]
- Estefânia Peres.

Fora o casamento teve de uma senhora cujo nome a história não regista:[carece de fontes?]
- Fernán Pérez de Castro (1210 -)